# Anna Thynne
Anna Constantia Thynne, lady John Thynne (rođena Beresford ; 1806. – 1866.) bila je britanska morska zoologinja. Godine 1846. izgradila je prvi stabilni i održavani morski akvarij i u njemu održavala koralje i spužve više od tri godine.
Prva ljubav lady John Thynne bila je geologija, ali 1846. godine susrela je svoju prvu Madreporu i bila impresionirana nečim što je izgledalo kao stijena, ali je zapravo živo biće. Želeći odnijeti uzorke iz Torquaya u London, pričvrstila je Madrepore na spužvu iglom i koncem, unutar kamene posude. Zatim ih je prebacila u staklenu posudu, mijenjajući vodu svaki drugi dan. Nemajući dovoljno zaliha da nastavi zamijeniti morsku vodu, prešla je na prozračivanje prebacivanjem vode između posuda ispred otvorenog prozora, što je zadatak koji je obično poduzimao njezin sluga. 
Godine 1847. dodala je morske biljke u zdjelice i za dvije godine stvorila prvi uravnoteženi morski akvarij.
Thynneino djelo nadahnulo je Philipa Henryja Gossea, koji je 1853. razvio Riblju Kuću u londonskom zoološkom vrtu.
Bila je udana za lorda Johna Thynnea (1798. – 1881.), kanonika i poddekana Westminsterske opatije, i trećeg sina Thomasa Thynnea, 2. markize od Batha. Njena službena.titula tako je bila "Lady John Thynne".

## Objavljeni radovi
- On the increase of Madrepores. Annals and Magazine of Natural History. 3 (29): 449–461. 1859